# Liste der Stolpersteine in Hirschaid

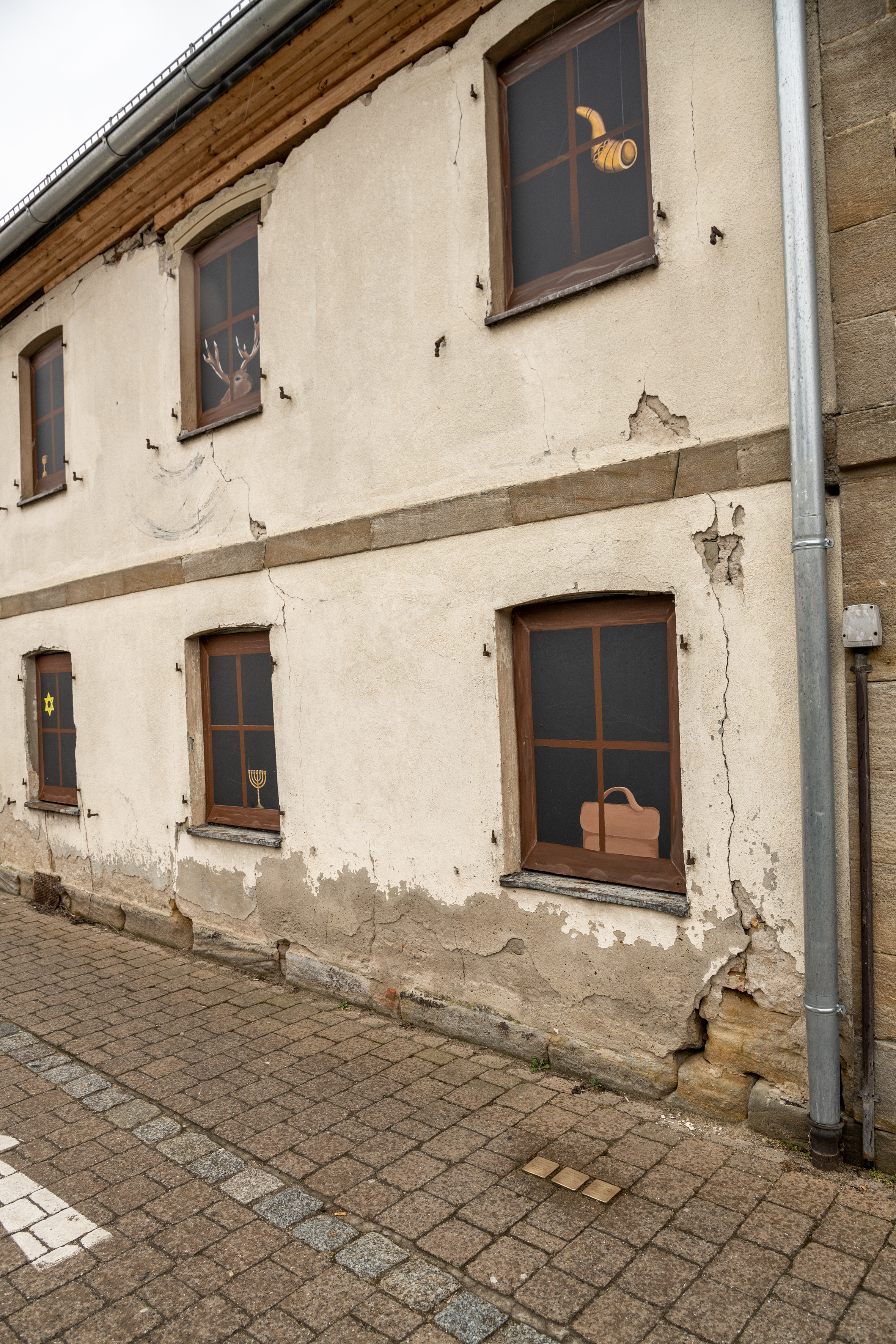
Stolpersteine in Hirschaid

Diese Liste der Stolpersteine in Hirschaid enthält die Stolpersteine, die im Rahmen des gleichnamigen Kunstprojekts von Gunter Demnig in dem oberfränkischen Markt Hirschaid verlegt wurden. Auf jedem der Betonquader mit zehn Zentimeter Kantenlänge, die in den Bürgersteigen vor den ehemaligen Wohnhäusern der Opfer eingelassen sind, ist auf der Oberseite eine Messingtafel verankert. Diese gibt Auskunft über Namen, Geburtsjahr und Schicksal der Personen, derer gedacht werden soll.
Die ersten drei Stolpersteine in Hirschaid wurden am 25. April 2013 zusammen mit einer größeren Verlegeaktion in Bamberg gesetzt, ein weiterer kam am 12. September 2013 hinzu. Am 29. November 2014 kamen drei weitere Stolpersteine hinzu, deren Verlegung durch die Willy-Aron-Gesellschaft Bamberg vorbereitet und begleitet wurde. Die bislang letzten zwei Stolpersteine wurden am 17. Oktober 2017 im Ortsteil Sassanfahrt verlegt, so dass die Gesamtzahl neun beträgt (Stand August 2021).

## Verlegte Stolpersteine im Ortsteil Hirschaid
| Stolperstein | Inschrift                                                                                            | Standort                        | Name, Leben |
| ------------ | --- | ------------------------------- | --- |
|              | HIER WOHNTE CARRY KAHN GEB. WEISSMANN JG. 1910 DEPORTIERT 1942 IZBICA ERMORDET                       | Nürnberger Straße 10 (Standort) | Carry Kahn geb. Weißmann |
|              | HIER WOHNTE DAVID KAHN JG. 1894 DEPORTIERT 1942 IZBICA ERMORDET                                      | Nürnberger Straße 10 (Standort) | David Kahn, der Stolperstein wurde verlegt vor dem ehemaligen Wohnhaus der Familie Kahn, Carry Kahn und David Kahn sowie Tochter Frieda Kahn. |
|              | HIER WOHNTE FRIEDA KAHN JG. 1931 DEPORTIERT 1942 IZBICA ERMORDET                                     | Nürnberger Straße 10 (Standort) | Frieda Kahn |
|              | HIER WOHNTE SOPHIE LISBERGER GEB. SCHLOSS JG. 1857 DEPORTIERT 1942 THERESIENSTADT ERMORDET 17.9.1942 | Nürnberger Straße 47 (Standort) | Sophie Lisberger geb. Schloß |
|              | HIER WOHNTE CAROLA PLAUT GEB. KATZ JG. 1911 DEPORTIERT 1942 IZBICA ERMORDET                          | Bahnhofstraße 3 (Standort)      | Carola Plaut geb. Katz |
|              | HIER WOHNTE GERHARD PLAUT JG. 1937 DEPORTIERT 1942 IZBICA ERMORDET                                   | Bahnhofstraße 3 (Standort)      | Gerhard Plaut |
|              | HIER WOHNTE SIEGFRIED PLAUT JG. 1910 ‘SCHUTZHAFT’ 1938 DACHAU DEPORTIERT 1942 IZBICA ERMORDET        | Bahnhofstraße 3 (Standort)      | Siegfried Plaut |

## Verlegte Stolpersteine im Ortsteil Sassanfahrt
| Stolperstein | Inschrift | Standort                  | Name, Leben |
| ------------ | --- | ------------------------- | --- |
|              | HIER WOHNTE MINNA MEREL GEB. FENIGER JG. 1890 FLUCHT 1939 BELGIEN FRANKREICH INTERNIERT RIVESALTES TOT 18.5.1941         | Mittelstraße 2 (Standort) | Minna Merel geb. Feniger wurde 1890 geboren. |
|              | HIER WOHNTE SAMUEL MEREL JG. 1890 FLUCHT 1939 BELGIEN FRANKREICH INTERNIERT DRANCY DEPORTIERT 1942 ERMORDET IN AUSCHWITZ | Mittelstraße 2 (Standort) | Samuel Merel Die jüdische Familie Merel lebte von 1931 bis 1939 in Sassanfahrt. Das Ehepaar hatte fünf Kinder. Lotte, Esther und Nathan wurden mit einem Kindertransport nach England geschickt, während die beiden jüngsten, Sophie und Jenny, mit den Eltern nach Südfrankreich flohen. Dort wurden sie 1940 verhaftet und der Vater vom Rest der Familie getrennt in verschiedenen Lagern interniert. Die Mutter starb 1941 im Lager, der Vater wurde nach Auschwitz deportiert. Die Töchter Sophie und Jenny konnten von einer jüdischen Hilfsorganisation in ein Kinderheim in die Schweiz gebracht werden. Zur Verlegung der Stolpersteine waren Familienangehörige aus England und Israel angereist. |

## Verlegedaten
- 25. April 2013: Hirschaid (Nürnberger Straße 10)
- 12. September 2013: Hirschaid (Nürnberger Straße 47)
- 29. November 2014: Hirschaid (Bahnhofstraße 3)
- 17. Oktober 2017: Sassanfahrt (Mittelstraße 2)

Die Verlegung der Stolpersteine für das Ehepaar Carola und Siegfried Plaut sowie den Sohn Gerhard war von Schülern der 9. Jahrgangsstufe der Staatlichen Realschule Hirschaid initiiert worden. Im Rahmen eines freiwilligen Wahlkurses hatten sie sich mit der jüdischen Kultur und Geschichte beschäftigt, insbesondere mit der Geschichte der Bamberger und Hirschaider Juden.